# Juan Castillo Ojugas
Juan Castillo Ojugas (Madrid, 23 de junio de 1932 - 9 de marzo de 2014) fue un jugador de tenis de mesa español varias veces Campeón de España. Farmacéutico de profesión, ejerció en Madrid y Barcelona, y tuvo una gran afición por el estudio de la Alfarería.
Como deportista se formó en Los Luises de Madrid y pasó después a jugar en la sección de tenis de mesa del Real Madrid Club de Futbol, donde estuvo hasta 1961. En 1956 fue el primer no catalán en ganar el título individual del Campeonato de España de Tenis de mesaque es, además, el único título nacional individual ganado por el Real Madrid en este deporte. Posteriormente se trasladó a Barcelona por motivos laborales y pasó a jugar en el Club Ariel.
En el Campeonato de España de Tenis de mesa, se proclamó Campeón de España del individual masculino en 3 ocasiones (1956, 1967, 1972) y Subcampeón en 4 (1957, 1960, 1969, 1973). En dobles, fue 5 veces Campeón de España (1959 con José Luis Buitrago, 1966 y 1967 con Ramón Elorza, 1970 y 1972 con Aurelio Burgos) y 2 en mixtos (1965 y 1966 con María Rosa Riumbau).     
Ganó además varios títulos de Campeón y Subcampeón de España por equipos regionales o provinciales, jugando en la Federación Castellana hasta 1961 y posteriormente en la Federación de Barcelona. Con el Club Ariel, fue Campeón de clubs ganando la Copa en 1968 y Subcampeón en 1970.    
Una vez creada la Liga española en 1961, con el Club Ariel, fue Campeón de la Liga 1967-1968, y Subcampeón de las Ligas de 1965-1966, 1966-1967, 1968-1969 y 1971-72.   
A nivel regional y provincial, ganó títulos de campeón de Castilla y de Madrid y, cuando se desplazó a Barcelona, fue Campeón Provincial de Barcelona: 6 veces en dobles (1962,1967 y 1968 con Palés I, 1964 y 1965 con Gómez  y 1971 con Aurelio Burgos) y 1 vez en dobles mixtos (1965 con María Rosa Riumbau). 
Internacional con la selección española, participó en tres Campeonatos del Mundo (1957, 1959, 1973) y en múltiples enfrentamientos internacionales. 
En categorías de veteranos estuvo jugando  en diferentes clubs y participando en competiciones a nivel nacional e internacional hasta finales de los años 80. En esa época jugó, entre otros, con La General de Granada en los años 80 y en el Luarca TM en los 90 ganando varios títulos de Campeón de España de veteranos.  
Fue Directivo de la Real Federación Español de Tenis de Mesa y Socio de Honor del Club Ariel.
Hijo del médico y folklorista Antonio Castillo de Lucas, cursó una licenciatura en Farmacia y finalizó el doctorado en 1963, en la Universidad Complutense de Madrid, ejerció su profesión sobre todo en laboratorios, donde ocupó puestos de gestión tanto en Barcelona como en Madrid. 
En paralelo con su profesión, a partir de los años 80, se dedicó a la investigación de la alfarería en la provincia de Guadalajara. Fundó la Asociación de Amigos del Museo de la Alcarria, y conformó una amplia colección de alfarería de la región, publicando varios artículos y organizando exposiciones para dar a conocer la historia de la alfarería de la provincia.

## Obras publicadas
Libro sobre Tenis de mesa:
- Los secretos del tenis de mesa: curso básico. Madrid: Federación Española de Tenis de Mesa, 1989. ISBN 978-84-505-8093-8.

Tesis doctoral de Farmacia publicada en 1963:
- Los colirios con óxido de cinc: su historia, fundamento y relato de las fórmulas más notables. Tesis doctoral dirigida por Guillermo Folch Jou. Universidad Complutense de Madrid, 1963.

Publicaciones sobre alfarería en la provincia de Guadalajara:
- "Historia del alfar de Brihuega" en Cuadernos de etnología de Guadalajara, ISSN: 0213-7399, núm. 27, 1995, p. 429-436.

- "Localidades de Guadalajara citadas en las obras del Dr. Castillo de Lucas" en Cuadernos de etnología de Guadalajar,ISSN: 0213-7399, núm. 28, 1996, p. 291-318.

- "La obra del insigne polígrafo Dr. Castillo de Lucas" en FERNÁNDEZ GARCÍA, Joaquín y CASTILLO OJUGAS, Antonio (Ed.). La Medicina Popular Española: Trabajos dedicados al Dr. Antonio Castillo de Lucas en el centenario de su nacimiento. Oviedo: Asociación Española de Médicos escritores y artistas. Editorial B. Lozano, 1998, núm., pp. 33-110. ISBN 8484975797.

- "Tejas alcarreñas 'de marca'" en Cuadernos de etnología de Guadalajara, ISSN: 0213-7399, núm. 32-33, 2000-2001, p. 379-386.

- "¿Un testar árabe en Gárgoles de Arriba?: Informe previo" en Actas del primer Simposio de Arqueología de Guadalajara: Sigüenza, 4-7 octubre de 2000, Vol. 2, 2002, ISBN 8488223277, p. 531-544.
- "Algunos tejares desaparecidos en Guadalajara" en Cuadernos de etnología de Guadalajara, ISSN: 0213-7399, núm. 36, 2004, p. 193-230.
- Tejas y Tejares de la provincia de Guadalajara, catálogo de la exposición. Guadalajara: Diputación Provincial de Guadalajara, 2007.
- Investigación histórica y etnográfica del complejo industrial alfarero de La Pelegrina (Premio provincia de Guadalajara de Investigación Histórica y Etnológica 2006). Guadalajara: Diputación Provincial de Guadalajara, 2008. ISBN 978-8487791925.
- "Revisión y nuevos alfares de Guadalajara" en Cuadernos de etnología de Guadalajara, ISSN: 0213-7399, núm. 41, 2009, p. 329-371.

Exposiciones
- Organizador, junto con ALONSO, José Antonio, de la exposición "La alfarería del agua en la tradición de Guadalajara", organizada  en el Centro Cultural de Ibercaja en Guadalajara, del 10 al 27 de septiembre de 1997.
- Exposición "Tejas y Tejares de la provincia de Guadalajara", organizada por la Diputación Provincial de Guadalajara y la Delegación provincial del Colegio de Arquitectos de Castilla La Mancha en Guadalajara, del 20 de marzo al 24 de abril de 2007. Esta exposición se llevó posteriormente por diferentes pueblos de la región como Jadraque o Argamasilla de Calatrava, en 2007 y 2008.